# Euphyia inscriptata
Euphyia inscriptata là một loài bướm đêm trong họ Geometridae.